# Polícia Provincial de Ontário
A Polícia Provincial de Ontário (OPP), ou Ontario Provincial Police, em inglês, é a força policial da Província de Ontário, Canadá. Como para a Polícia de Quebec, a Polícia Provincial de Ontário substitui amplamente a Real Polícia Montada do Canadá, deixando para este corpo policial, competências especificas nesta província. 

## História
Com o desenvolvimento da região Norte de Ontário, após a descoberta de prata em Cobalto (Town of Cobalt) e ouro em Timmins, os marginais tornaram-se uma séria ameaça. Foi necessário introduzir a presença de policiais uniformizados em diversas áreas, até que através do decreto de 13 de outubro de 1909 criou-se uma  organização policial permanente, denominada Polícia Provincial de Ontário. Eram 45 homens sob a direção do Superintendente Joseph E. Rogers, baseados em Bala.
Em 1921 a organização foi reestruturada, passando a ser dirigida por um Comissário, com atribuições para exercer o controle sobre o consumo de bebidas alcoólicas. Em 1923 sofreu a primeira baixa de um policial em serviço, quando um criminoso condenado conseguiu fugir matando o Sargento John Urquhart, próximo à North Bay.
O serviço de motociclistas iniciou em 1928 e a utilização de carros patrulha caracterizados deu-se a partir de 1941.
O serviço auxiliar de voluntários foi oficializado em 1960 para emprego em situações de emergência.
As mulheres uniformizadas ingressaram na força policial em 1974.
No ano de 1995 a Central de Polícia foi transferida para Orillia e pela primeira vez foi possível unir na mesma sede todas as suas Divisões.

## Organização

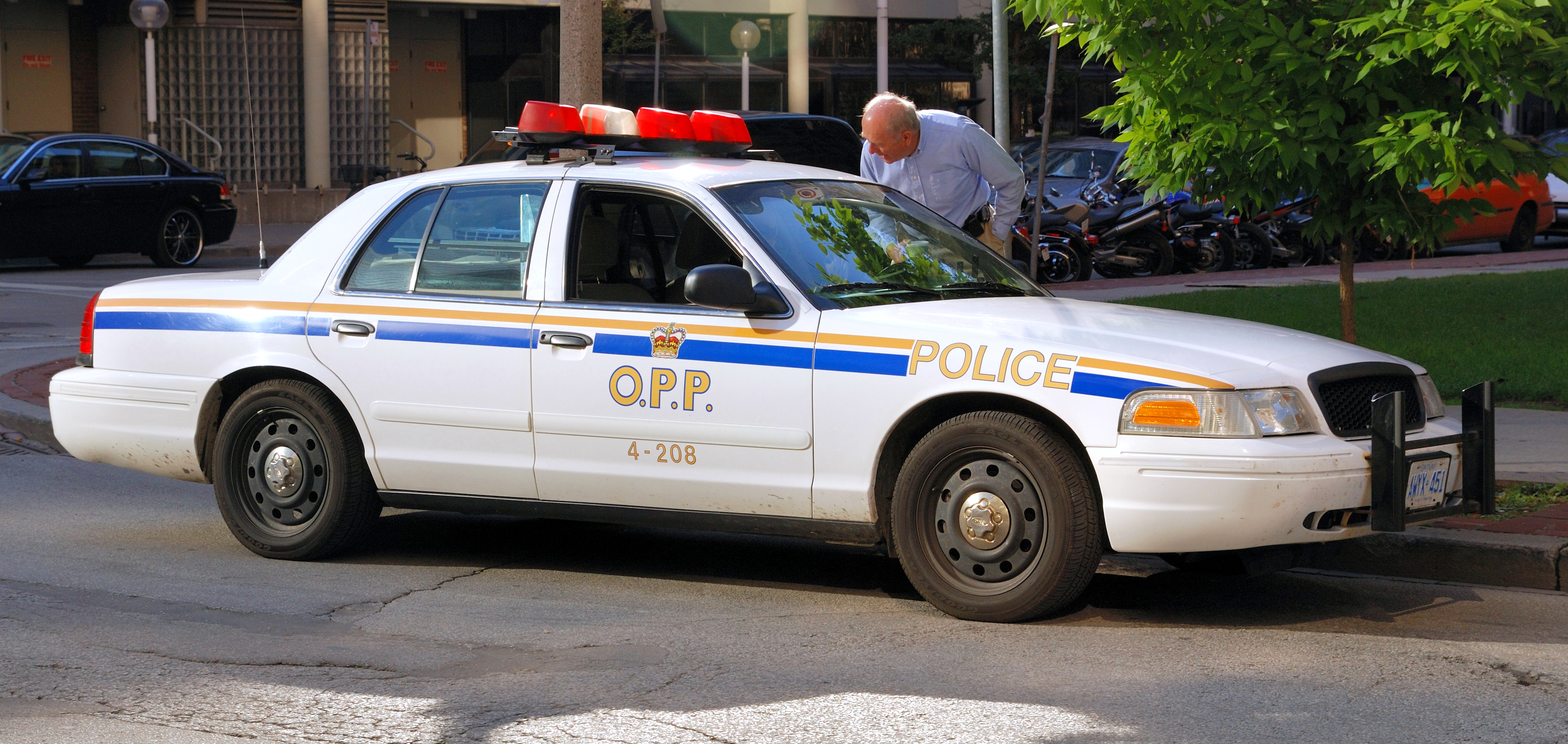
Veículo do OPP

A OPP é a maior força policial de Ontário e a segunda maior do Canadá. Presta serviços policiais nas áreas que dele necessitam e reforça o trabalho das pequenas polícias municipais. Exerce a atividade investigatória e a polícia judiciária, patrulha as rodovias e os canais fluviais da província. Colabora com o Ministério Provincial dos Transportes na segurança rodoviária e com o Ministério do Meio Ambiente para a proteção ambiental. Finalmente, é a responsável  pela segurança do Poder Legislativo em Toronto.
A sua área de atuação abrange um milhão de quilômetros quadrados em terra e mais 174.000 km² de águas, com uma população de 2.3 milhões de pessoas ou 3.6 milhões durante o verão.
Conta com um efetivo de 5.400 policiais de carreira, 850 auxiliares e 2.000 funcionários civis.
Está equipada com uma frota de 2.290 veículos, 114 lanchas, 286 veículos especiais para neve e qualquer outro tipo de terreno, dois helicópteros e dois aviões.
Além da OPP existem mais duas outras polícias provinciais no país, a Royal Newfoundland Constabulary em Newfoundland e Labrador e a Sûreté du Québec.

## Distribuição do efetivo

Área de atuação da OPP

A Província dispõe de 163 distritos policiais, distribuídos em seis regiões operacionais:
- Central (direção em Orillia)
- East (direção em Smiths Falls)
- Highway Safety Division - HSD (direção em Aurora)
- North-East (direção em North Bay)
- North-West (direção em Thunder Bay)
- West (direção em London)

## Carreira policial
A formação policial, de natureza civil, é ministrada no Ontario Police College, em Aylmer, com aperfeiçoamento na central de polícia de Orillia.

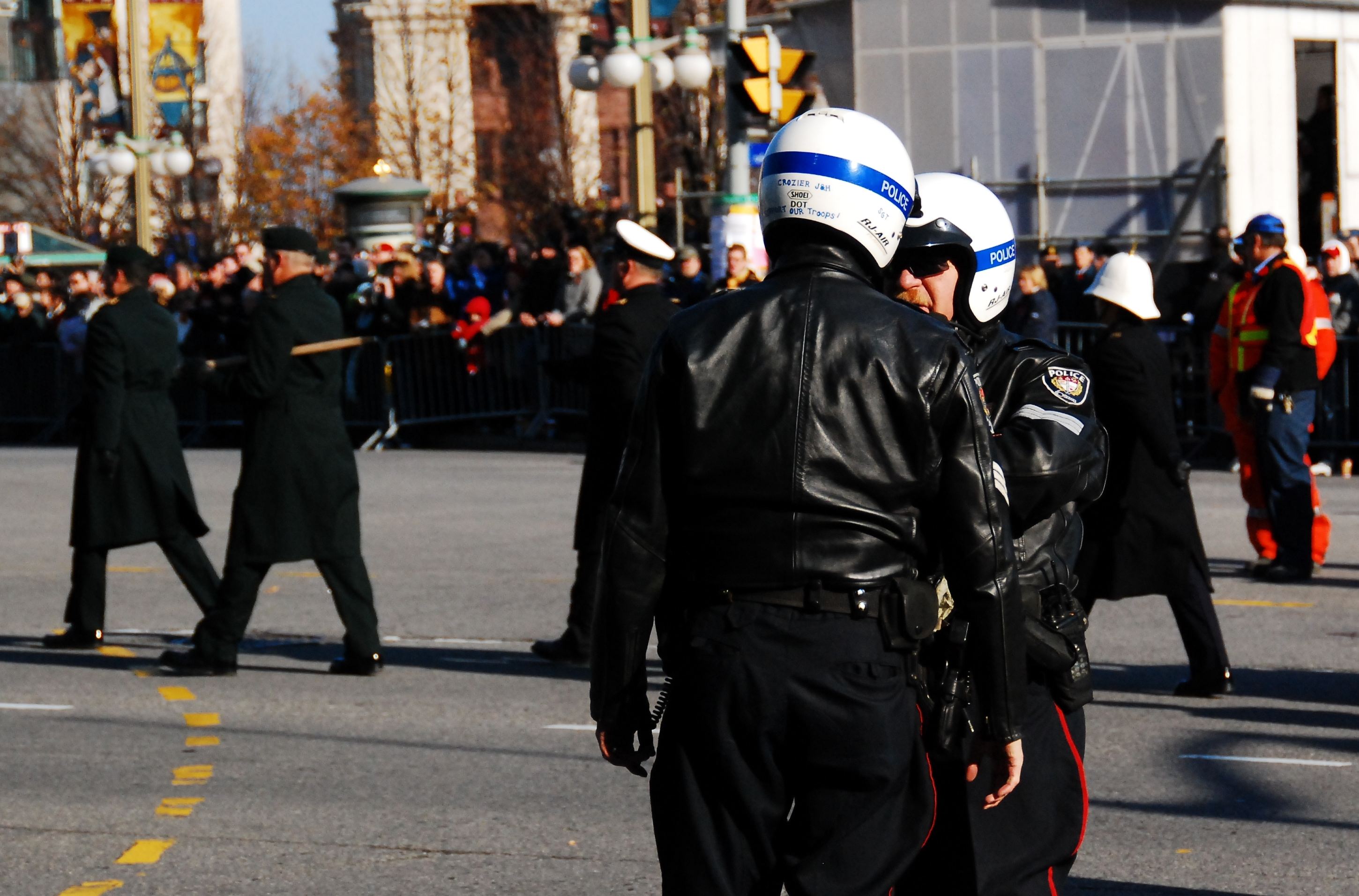
Policiais da OPP, durante uma cerimônia cívica

São cargos policiais, em ordem ascendente:
- Cadet
- Constable (Detective Constable)
- Senior Constable
- Sergeant (Detective Sergeant)
- Staff Sergeant
- Sergeant Major
- Inspector (Detective Inspector)
- Superintendent
- Chief Superintendent
- Deputy Commissioner
- Commissioner